# 金融危機
金融危機（きんゆう きき）とは、金融に端を発する経済危機のこと。英語（事実上の国際共通語）では "financial crisis（日本語音写例：ファナンシャル/フィナンシャル/ファイナンシャル クライシス/クライスィーズ、慣習例：ファイナンシャルクライシス）" などといい、日本語でも慣習形の用例は散見される。
日本語「金融危機」の類義語には「金融不安」と「経済危機」があり、危機と不安が具現化してしまった状態を表す「金融恐慌」と「経済恐慌」がある。

## 解説
主に信用創造の逆回転である信用収縮によって金融危機へと至ることになる。
銀行による信用創造が活発に行なわれるようになると、預金などの信用貨幣は急速に増大した。信用創造によって生まれた信用貨幣は、誰かが銀行から借金をすることで生まれる。そして信用貨幣の価値は本源的には借手である「誰か」の債務返済能力が保証している。そのため、借手の返済能力が低下すると信用貨幣はその価値が危ぶまれることとなる。
信用創造によって経済全体の貨幣は現金よりも多くなっているため、そもそも全ての預金を現金と交換することは出来ない。しかしながら銀行は通常、信用貨幣を現金貨幣に交換することを制限していないため、銀行への貸手（預金者）は、信用貨幣の価値に不信感を抱いた場合、現金貨幣へ交換する取引（引き出し）を行なうことになる。通常時、預金の引き出しは統計的に一定量を超えることはないため、銀行経営は成り立っているが、預金債権者が一定量をこえて引き出しに殺到した場合は、これに応じることが出来なくなる。これが取り付け騒ぎである。
こうして銀行による信用構造が崩壊するなか、銀行の貸し出し先は返済を求められる。返済によって経済世界から信用貨幣が減少する。結果として経済活動は低調になる。いくつかの借手はこれを返済することが困難と見こまれ、信用貨幣の一部は不良債権化する。ここで借手が資金繰りのショートを起こして倒産すると、債権放棄(借手に対する贈与)を余儀なくされた銀行は危機に陥る。
このような恐慌状態に陥る可能性がある状態を、金融危機と呼ぶ。例えば銀行が多額の不良債権を抱えた場合は、上述の恐慌状態に陥る危険が高まっているため、金融危機が起きていると言える。

## 対策
金融危機は信用貨幣の縮小を通じて高い失業や稼働率低下、経済成長の停滞・後退など著しい経済損失を発生させるため、数々の対策が打たれている。
経済学者のアンナ・シュウォーツは「金融当局が政策的に間違わなければ、本来、金融危機は短期的な現象である。公衆の追加的な通貨への需要が緩和されれば、危機は自然に終息する」と指摘している。

### 予防策
- 銀行の貸し出し先への対策

銀行の貸し出しが不良債権化することが金融危機を引き起こす原因となるため、不良債権発生防止が図られる。銀行の貸し出し先を分類し引当金を積むことで、実際に不良債権が発生した場合に預金者への影響なく償却することが可能となる。
- 預金者への対策

銀行経営への不安から取り付け騒ぎが起きて、金融危機が現実化する。これを防ぐため預金の保護が図られる。信用貨幣である預金は各銀行が債務として負っているものであり、本源的な価値は銀行の貸手の返済能力が保証している。つまり、預ける銀行によって預金の安全性は異なる。より安全な銀行を志向して資金が不必要に移動すると偶発的な金融危機が発生しかねない。預金保護によって預金者にとっての各行の預金は安全性が同一となる。また銀行の経営が危機に陥っても預金保護が明確になっていれば深刻な取り付けを回避することが出来る。この預金保護は、銀行が危機に陥る前から保険料を支払い保険基金を形成することで実現する。
- 銀行への検査・監査と最後の貸し手機能

銀行への金融庁検査や日銀監査によるモニタリングにより、銀行の経営状態を政府中銀が把握しておき、問題が起きれば資本注入や最後の貸し手機能によるセーフティーネットを設けておくことで、金融危機を防ぐ。

### 発生時の対処
- 預金保護の発動

取り付け騒ぎにより金融危機が現実化した場合、契約に応じて預金保護を行なうことで取り付け騒ぎの拡大を食い止める。
- 銀行の公有化

危機の発端となった銀行を公有化し、保護の下で再建を図ることで結果的に預金保護を行い、危機を沈静化させる。
- 銀行再編

危機の発端となった銀行を、他の銀行が吸収合併することで、結果的に預金保護を行い、危機を沈静化させる。

### モラルハザード
上記のような金融危機への対策が打たれることにより、モラルハザードの発生が懸念される。どのような結果に陥っても安全が保証される仕組みが整うことで、銀行経営の自制が失われ、より社会全体のリスクが高まる可能性がある。このため、銀行経営者への責任追及を重視する見方もある。

## 歴史
近代に金の預り証から始まった銀行は、金本位制の下で発展を続けた。産業革命後、設備投資や商業取引による資金需要増大で銀行は大いに成長したが、不安定な信用構造はたびたび崩壊し十年周期の景気循環を引き起こす要因となっていた。
1929年に世界恐慌が発生すると、各国の脆弱な金融体制は次々に瓦解し信用経済システムは崩壊の危機に瀕した。各国は独自の再建に乗り出した。全体主義が広まりつつあった当時は、強権的な政府により銀行が再編・規制され、管理・保護が前面に押し出された金融行政が行なわれた。
第二次世界大戦後、ブレトン・ウッズ体制の下で世界経済は記録的な成長を遂げるが、この中でも金融への規制は厳しく、護送船団方式で保護された金融システムとなった。
1970年代以降、ニクソン・ショックを契機にブレトン・ウッズ体制が崩壊すると金融は次第に自由化の流れへ向かった。この中で各国は銀行業への規制を次第に撤廃し、競争的な銀行システムが形成されていった。
1987年10月19日に史上最大規模の世界的な株価大暴落が起きた（ブラックマンデー）。
1980年代から1990年代前半にかけて多数のS&Lの経営破綻が起きた（S&L危機）。
1973年から1974年と1979年から1980年に2度の世界的なオイルショック（石油危機）が起こり、その後にも世界的な金融危機が起こっており、個別の国では、1977年にスペイン、1981年にチリ、1987年にノルウェー、1991年にフィンランドとスウェーデン、1994年にメキシコ、1997年にタイとインドネシア・韓国・マレーシア・フィリピン（アジア通貨危機）、1997年から1998年に日本の金融危機、1998年にロシアとコロンビア、2001年にアルゼンチンとトルコで金融危機が起こっている。
2007年から2010年には、米国の住宅バブル崩壊により、世界金融危機（リーマン・ショック、世界同時不況、グローバル恐慌）が発生した。